# توشيهيكو شيوزاوا
توشيهيكو شيوزاوا (باليابانية: 塩澤敏彦؛ بالكانا: シオザワ トシヒコ) هو لاعب كرة قدم ياباني في مركز الدفاع، ولد في 1947 في هيروشيما في اليابان.